# Olde West Chester
Olde West Chester – jednostka osadnicza w Stanach Zjednoczonych, w stanie Ohio, w hrabstwie Butler.